# Đường hầm (phim 2014)
Đường hầm (tiếng Hàn: 터널 3D; Romaja: Teoneol 3D; lit. Tunnel 3D) là một bộ phim kinh dị Hàn Quốc năm 2014 của đạo diễn Park Gyu-taek.

## Phân vai
- Jeong Yu-mi vai Eun-joo
- Yeon Woo-jin vai Dong-jun
- Song Jae-rim vai Ki-cheol
- Jeong Si-yeon vai Se-hee
- Lee Si-won vai Yoo-kyung
- Son Byung-ho vai Mr. Kim
- Lee Jae-hee vai Young-min
- Min Do-hee vai Girl[2]
- Woohee vai Hye-young[3]